# Archie Madekwe
Archie Madekwe, född 10 februari 1995 i Lambeth, London, är en brittisk skådespelare.
Madekwe har bland annat medverkat i TV-serien See. Han har även medverkat i filmerna Midsommar, Heart of Stone samt Gran Turismo.

## Filmografi (i urval)
- 2019–2022 – See (TV-serie)
- 2019 – Midsommar
- 2023 – Heart of Stone
- 2023 – Gran Turismo